# Ито Сатио
Ито Сатио (яп. 伊藤左千夫; 18 сентября 1864, Тонодай, уезд Такея, Кадзуса — 30 июля 1913, Токио) — японский поэт, литературный критик и писатель

, ученик Масаоки Сики. Мастер чайной церемонии.
Настоящее имя — Ито Кодзиро (яп. 伊藤幸次郎).

## Биография
Родился 18 сентября 1864 года в деревне Тонодай провинции Кадзуса (в настоящий момент входит в черту города Самму в префектуре Тиба). Младший из четырёх сыновей в семье крестьянина.
Поступил учиться в Юридическую школу Мэйдзи, но из-за болезни глаз не окончил обучение и начал торговать молочной продукцией.
С 1893 года начал изучать японскую чайную церемонию.
С 1900 года входил в поэтический кружок Масаоки Сики, стал одним из основателей общества танка «Нэгиси». Редактировал журнал «Асиби». Под влиянием Масаоки Сики при написании танка начал использовать принцип сясэй (отражение жизни), от него же перенял приём объединения танка в тематические циклы — рэнсаку.
 В 1906 году в журнале «Хототогису» опубликовал свой наиболее известный роман «Могила в диких хризантемах», по которому впоследствии трижды были сняты фильмы (в 1955, 1966 и 1981 годах).
В 1908 году основал литературный журнал танка «Арараги».
Одним из учеников Ито Сатио был Сайто Мокити.
30 июля 1913 года скончался в Токио от кровоизлияния в мозг.